# 沖井千代子
沖井 千代子（おきい ちよこ、1931年3月7日 - 2021年11月15日）は、日本の児童文学作家。

## 来歴・人物
愛媛県生まれ。広島県、山口県岩国市で育つ。広島県立広島女子専門学校（現県立広島大学）卒業。
2002年「空ゆく舟」で第42回日本児童文学者協会賞、第32回赤い鳥文学賞受賞。
童話サークル『びわの実ノート』同人。放送分野ではNHK「お話でてこい」に「風の子フウタくん」の脚本を書いた。
2021年11月15日、心不全のため死去。

## 著書
- 「くまのチロ吉ものがたり」（田畑精一絵、実業之日本社）、のち偕成社

1. 『もえるイロイロ島』 1968
2. 『あらしのクリクリ谷』 1970
3. 『はしれ! おく目号』 1973

- 『のぶことかがみのみち』（田畑精一絵、実業之日本社） 1970
- 『ひばだこがんばる 越原左衛門ものがたり』（岡本颯子絵、講談社） 1975、のち青い鳥文庫
- 『ホタルとぶ 越原左衛門ものがたり』（田代三善絵、講談社） 1976
- 『歌よ川をわたれ』（小坂茂絵、講談社） 1980
- 『こちら、いじめっ子対さく本部』（小野かおる絵、金の星社） 1983、のちフォア文庫
- 『うちゅうからきたこぎつね』（さとうわきこ絵、ひくまの出版） 1985
- 『C○D○虫歯たんてい団』（小野かおる絵、学校図書） 1987
- 『おかしな火星人』（伊東美貴絵、偕成社） 1989
- 『赤い円ばんあんパン号 くまのチロ吉ものがたり』（田畑精一絵、偕成社） 1992
- 『空ゆく舟』（石倉欣二絵、小峰書店、文学の森） 2001